# نوكيا لوميا 525
نوكيا لوميا 525 (بالإنجليزية: Nokia Lumia 525)‏ هو هاتف ذكي من نوكيا يعمل بنظام ويندوز فون.

## الخصائص
- نظام التشغيل: ويندوز فون
- الكاميرا الخلفية: 5 ميجابكسل
- الشاشة: إل سي دي 480×800
- الوزن: 124 غ (4.4 أونصة)
- المعالج: 1.0 جيجا هرتز ثنائي النواة
- الذاكرة: 1 جيجابايت
- التخزين: 8 جيجابايت

## وصلات خارجية
- الموقع الإلكتروني